# Nightmare (Album)
Nightmare (englisch für „Albtraum“) ist das fünfte Studioalbum der US-amerikanischen Metalband Avenged Sevenfold, das im Juli 2010 erschien.

## Entstehung und Veröffentlichung
Die Erstveröffentlichung von Nightmare erfolgte am 23. Juli 2010 bei den Musiklabels Roadrunner Records und Warner Bros. Records. Das Album erschien in seiner Originalausführung als CD (Katalognummer: 524026-2) sowie zum Download. In Deutschland erschien das Album jedoch aufgrund eines Labelwechsels der Band erst einen Monat später. Zum Veröffentlichungszeitraum erschien auch eine CD-Deluxeversion mit dem Bonustitel Lost It All sowie eine weitere Version, die um den zweiten Bonustitel Nightmare (Demo) erweitert wurde. Am 3. Februar 2023 erschien bei Hopeless Records erstmals eine LP-Ausführung (Katalognummer: HR7191).
Geschrieben wurden die Lieder alle gemeinsam von den Bandmitgliedern. Für die Produktion zeichnete Mike Elizondo verantwortlich. Die Abmischung erfolgte durch den Toningenieur Andy Wallace. Es ist das letzte Album mit dem Schlagzeuger und Gründungsmitglied James „The Rev“ Sullivan, welcher im Dezember 2009 verstarb. Vorübergehend ersetzt wurde dieser durch den ehemaligen Schlagzeuger von Dream Theater, Mike Portnoy, der die restlichen Lieder, die Sullivan nicht mehr aufnehmen konnte, eingespielt hat. Auch ging er bis Ende 2010 mit Avenged Sevenfold auf Tour.

## Titelliste
1. Nightmare – 6:16
2. Welcome to the Family – 4:06
3. Danger Line – 5:28
4. Buried Alive – 6:44
5. Natural Born Killer – 5:15
6. So Far Away – 5:26
7. God Hates Us – 5:19
8. Victim – 7:29
9. Tonight the World Dies – 4:41
10. Fiction – 5:08
11. Save Me – 10:56

Bonustitel
1. Nightmare (Demo) – 6:03
2. Lost It All – 3:56

## Mitwirkende
Avenged Sevenfold
- Johnny Christ – Bass, Begleitgesang
- Synyster Gates – Leadgitarre, Begleitgesang
- Mike Portnoy – Schlagzeug, Begleitgesang
- Matthew Sanders – Gesang
- Zacky Vengeance – Rhythmusgitarre, Akustikgitarre, Begleitgesang

Weitere Musiker
- Stevie Blacke – Streicher in „Nightmare“, „Danger Line“, „Buried Alive“, „So Far Away“, „Fiction“ und „Save Me“
- Stewart Cole – Trompete in „Danger Line“
- Jessi Collins – Begleitgesang in „Fiction“
- Mike Elizondo – Keyboard in „Fiction“
- Sharlotte Gibson – Begleitgesang in „Victim“
- David Palmer – Piano, Keyboard in „Nightmare“, „Danger Line“, „Tonight the World Dies“, „Fiction“ and „Save Me“
- The Whistler – Pfeifen in „Danger Line“

Produktion
- Mike Elizondo – Produzent
- Andy Wallace – Abmischung[6]

## Kommerzieller Erfolg

### Chartplatzierungen
| ChartsChartplatzierungen       | Höchstplatzierung | Wochen |
| ------------------------------ | ----------------- | ------ |
| Deutschland (GfK)              | 36 (1 Wo.)        | 1      |
| Österreich (Ö3)                | 33 (1 Wo.)        | 1      |
| Schweiz (IFPI)                 | 65 (1 Wo.)        | 1      |
| Vereinigte Staaten (Billboard) | 1 (70 Wo.)        | 70     |
| Vereinigtes Königreich (OCC)   | 5 (8 Wo.)         | 8      |

| ChartsJahrescharts (2010)      | Platzierung |
| ------------------------------ | ----------- |
| Vereinigte Staaten (Billboard) | 76          |

| ChartsJahrescharts (2011)      | Platzierung |
| ------------------------------ | ----------- |
| Vereinigte Staaten (Billboard) | 133         |

### Auszeichnungen für Musikverkäufe
| Land/Region                  | Auszeichnungen für Musikverkäufe (Land/Region, Auszeichnung, Verkäufe) | Verkäufe  |
| ---------------------------- | ---------------------------------------------------------------------- | --------- |
| Kanada (MC)                  | Platin                                                                 | 100.000   |
| Neuseeland (RMNZ)            | Gold                                                                   | 7.500     |
| Vereinigte Staaten (RIAA)    | Platin                                                                 | 1.000.000 |
| Vereinigtes Königreich (BPI) | Gold                                                                   | 100.000   |
| Insgesamt                    | 2× Gold · 2× Platin ·                                                  | 1.207.500 |